# Municipio de Bedford (Pensilvania)
El municipio de Bedford (en inglés: Bedford Township) es un municipio ubicado en el condado de Bedford en el estado estadounidense de Pensilvania. En el año 2000 tenía una población de 5.417 habitantes y una densidad poblacional de 30.5 personas por km².

## Geografía
El municipio de Bedford se encuentra ubicado en las coordenadas 40°00′02″N 78°32′29″O / 40.00056, -78.54139.

## Demografía
Según la Oficina del Censo en 2000 los ingresos medios por hogar en la localidad eran de $36,395 y los ingresos medios por familia eran $43,235. Los hombres tenían unos ingresos medios de $28,833 frente a los $21,177 para las mujeres. La renta per cápita para la localidad era de $18,676. Alrededor del 6.5% de la población estaban por debajo del umbral de pobreza.